# Aberdeen, Sydafrika

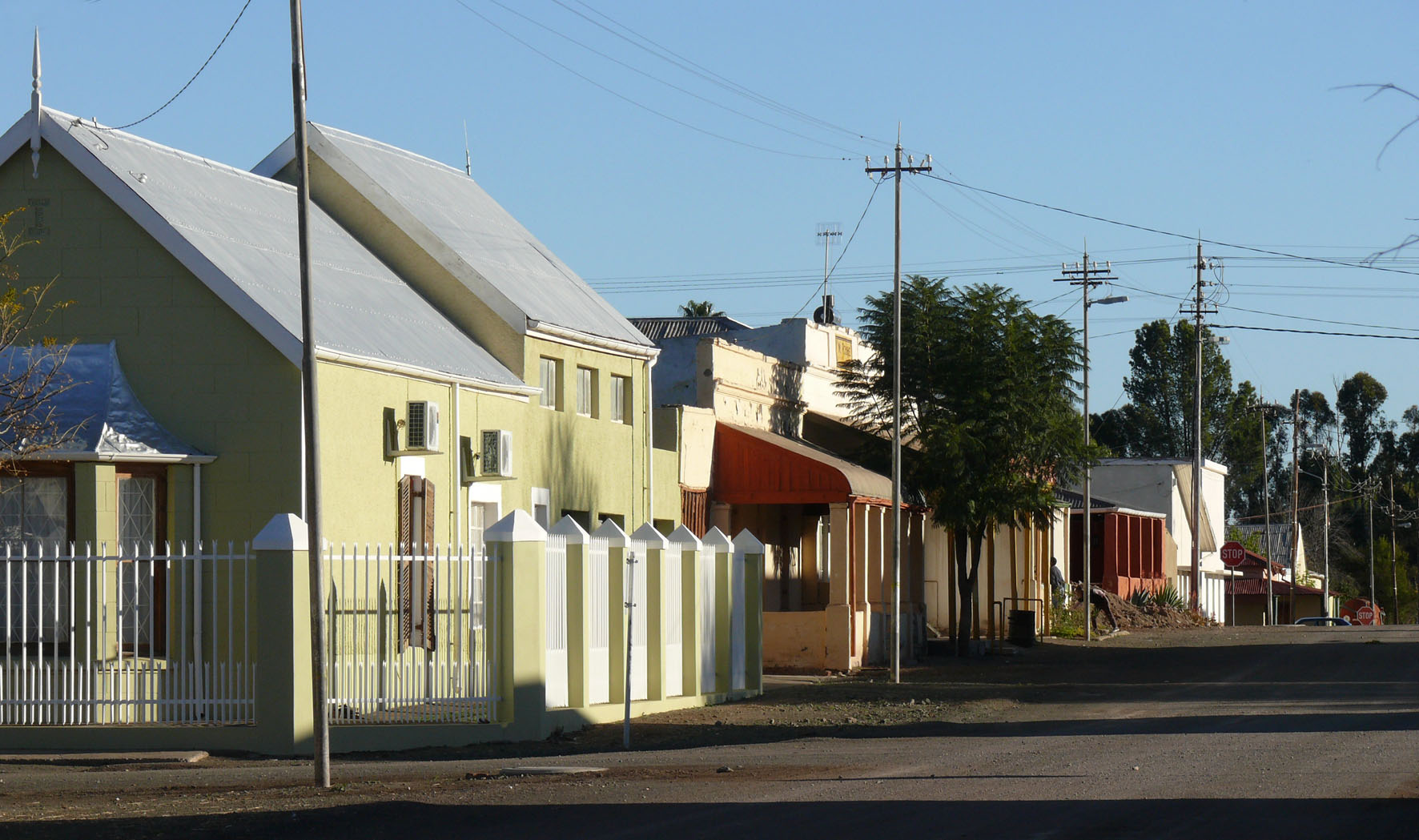

Aberdeen är en stad i den nordvästra delen av Östra Kapprovinsen i Sydafrika. Staden hade 5 133 invånare 2011 och ligger vid foten av Camdeboobergen. Aberdeen är en av de platser som grundades av den holländska reformerta kyrkan så att jordbrukarna inte skulle behöva genomföra några längre resor i trakten för att ta emot nattvarden. Staden grundades på gården Brakkefontein 1855 och är uppkallad efter Aberdeen i Skottland.